# Stampen
Stampen (også Stampemøllen ell. Stubbemøllen) er en vandmølle ved Mølleåen.

## Den første Stampemølle
Møllen nævnes første gang i Roskildebispens Jordebog fra 1370'erne, hvor den betegnes som "nyopført". Møllen var i de første århundreder en kornmølle, men i 1500-tallet blev der også indrettet et valkeværk på stedet.
I 1643 benævnes møllen "Stokmøllen" eller "Stubbemøllen", og med det menes møllens konstruktion, som bestod af en række tunge stolper der af vandhjulet løftedes op for at blive dunket ned af deres egen tyngde på klædet der skulle valkes. Dette kaldes også at "stampe", og "Stampemøllen" eller i daglig tale "Stampen", blev efterhånden betegnelsen for møllen på stedet.
Rådmand i København Baltzer Sechmann fik i 1653 livsvarig rettighed til "Stubbemøllen", på betingelse af at han oprettede et krudtværk på stedet. Hvorvidt krudtværket blev oprettet vides ikke, de sparsomme kilder nævner først møllen igen i 1670 hvor Tugt- og Børnehuset på Christianshavn overtog møllen. Da Børnehuset bl.a. fremstillede klæder og lærred, er det nærliggende at tro at møllen da stadig anvendtes som valkeværk.
I 1687 blev møllen solgt til Hans Heuser som også forpagtede Frederiksdal Mølle og Strandmøllen. Han opgav snart de to andre møller og koncentrerede sig om "Stubbemøllen", hvor han også havde et hammerværk der producerede leer og andet af jern.
Staten overtog igen møllen 1714 og overgav den igen til Børnehuset, som igennem "Den kongelige militære Uldmanufaktur" fremstillede klæde til uniformer.

## Henning Christopher Richter
I forbindelse med vedtagelsen af strømvedtægten 16. februar 1724, som fastsatte vandstandshøjder og vandstrømningsstyrke for alle ni møller på Mølleåen, blev møllerne besigtiget af en kommission. Johan Drewsen på Strandmøllen og krudtmesteren på Raadvad Mølle beskyldte forpagteren af Stampen , Henning Christopher Richter, for uden advarsel om nætterne at tømme sin mølledam ud i åen, så møllerne nedenfor blev beskadiget af den kraftige gennemstrømning. Richter råbte til gengæld op og ville stoppe de to i at anklage ham, samtidig med at han truede dem med sin pisk.
Under besigtigelsen af Stampen kom det til slåskamp da Richter angreb en af kommissærerne med en spade og huggede denne i ansigtet. I forvejen var Richter under anden mistanke, da der i 1723 var blevet fundet et lig i åen ud for Stampen. Liget var sandsynligvis offer for et rovmord, og alle værdigenstande, såsom sølvknapper manglede på ligets beklædningsgenstande. Richter blev anklaget for gerningen, men han nægtede at have gjort andet end sammen med en ryttersoldat at have taget genstandene. Richter blev efterfølgende afskediget fra kongelig tjeneste.
I 1763 blev møllen sat på auktion, og ejeren af Raadvad Mølle, kongelig kammertjener Nicolai Jacob Jessen købte den. Han gik dog fallit allerede i 1767, og derefter overtog Den kongelige militære Uldmanufaktur anlægget.

## Klædefabrik
Dette fortsatte frem til 1835, hvor møllen afhændedes til den 22-årige kontorist ved Den kgl. grønlandske Handel, Peter Nicolai Carlsen, som var svigersøn til ejeren af klædefabrikken på Brede Værk. Carlsen stod nu for valkningen af klæde til Bredefabrikken. Carlsen udvidede anlægget med en kornmølle, bageri samt et brødudsalg i Nærum. I 1842 gik Carlsen i kompagniskab med svogeren Julius Emil Modeweg og oprettede firmaet "N. Carlsen & Modeweg jun." som drev klædefabrik på Stampen.
Carlsen opførte efter en brand en ny stor hovedbygning til sig selv og sin familie, samt nye lagerbygninger. Han døde dog allerede i 1842, og enken Louise Carlsen måtte drive stedet videre. I 1862 overtog sønnen Carl Frederik Carlsen virksomheden, og han moderniserede og udvidede den, bl.a. med dampkraft. Efter Carlsen juniors død i 1892 blev fabrikken overtaget af konsortiet Aktieselskabet Stampen, men en brand hærgede i 1914 bygningerne. En ny fabriksbygning, der skulle være en grynmølle, blev opført 1916-1917, men lukkede kortt efter.

## Nyere tid
Ejeren af Strandmøllen, som nu fremstillede gasser til industrielt brug, Christian Nielsen købte stedet til brug for fremstilling af gasarten acetylen. Arbejderboligerne på stedet blev indtil 1934 anvendt som husvildeboliger. I 1939 solgte han alle bygningerne bortset fra fabriksbygningen til kommunen, som ønskede at udvikle skoven på stedet. Først ved Nielsens død i 1967 begyndtes afviklingen af fabrikken, og i 1971 stoppede produktionen helt. Bygningerne blev revet ned, og i 1972 fik Nationalmuseet overdraget stedet. Her skulle opførtes en rekonstruktion af den gamle Stampemølle fra 1824, samt et vanddrevet uldspinderi der var flyttet fra Rebstrup i Nordjylland. Sparekrav har dog indskrænket de oprindelige planer om en virkende museumsfabrik, og kun uldspinderiet blev opført.